# Feliksin (Łódź)
Feliksin (dawn. alt. Felicjanów) – dawna wieś, obecnie peryferyjne osiedle w południowo-wschodniej części Łodzi, na Widzewie.
Administracyjnie Feliksin nie stanowi osobnego osiedla i wchodzi w skład osiedla administracyjnego (jednostki pomocniczej gminy) Andrzejów, natomiast łódzki System Informacji Miejskiej uznaje Feliksin za odrębne osiedle.
W pobliżu osiedla znajduje się stacja kolejowa Łódź Olechów. Na Feliksin można również dojechać autobusami linii 92 i 90A MPK Łódź. W pobliżu osiedla przebiega autostrada A1.

## Historia
Dawniej samodzielna miejscowość. Od 1867 w gminie Wiskitno. W okresie międzywojennym należał do powiatu łódzkiego w woj. łódzkim. W 1921 roku liczył 256 mieszkańców. 1 września 1933 utworzono gromadę (sołectwo) Feliksin w granicach gminy Wiskitno, składającą się ze wsi Feliksin, wsi Bolesławów, wsi Bolesławów A i folwarku Bolesławów.
Podczas II wojny światowej włączony do III Rzeszy. Po wojnie Feliksin powrócił do powiatu łódzkiego w woj. łódzkim jako jedna z 12 gromad gminy Wiskitno. W związku z reorganizacją administracji wiejskiej jesienią 1954, Feliksin wszedł w skład nowej gromady Andrzejów. 30 czerwca 1963 zniesiono gromadę Andrzejów, a z jej obszaru (oraz z obszaru zniesionej gromady Andrespol) utworzono osiedle Andrespol w tymże powiecie. Tak więc w latach 1963–1972 Feliksin stanowił integralną część Andrespola.
Od 1 stycznia 1973 ponownie samodzielna miejscowość, tym razem w gminie Andrespol w powiecie łódzkim. W latach 1975–1987 miejscowość należała administracyjnie do województwa łódzkiego.
1 stycznia 1988 Feliksin (596,89 ha) włączono do Łodzi.